# Acuerdo de caballeros

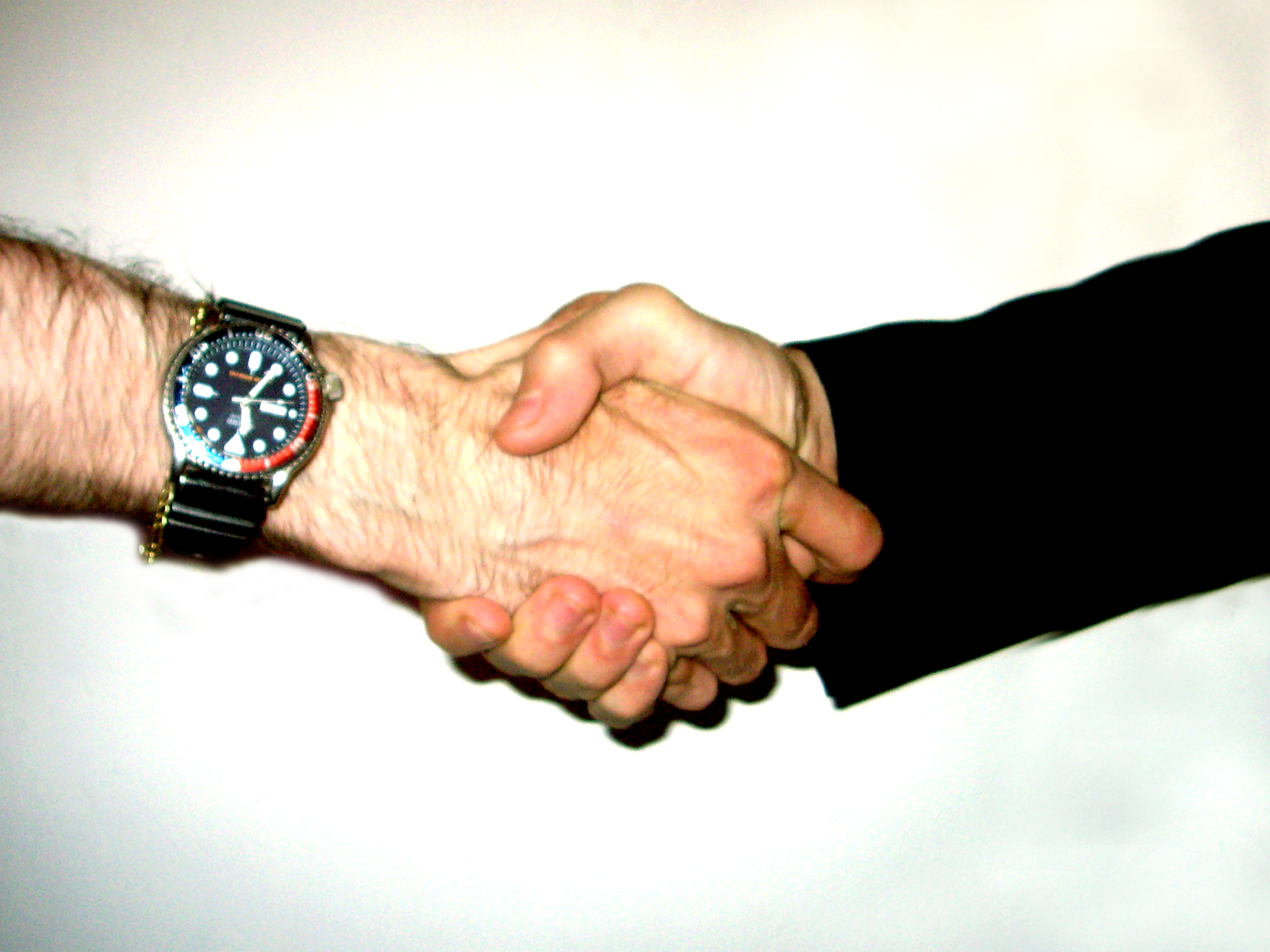
Según explicó el Juez Harry Vaisey, de la Suprema Corte de Estados Unidos: "Un acuerdo de caballeros es un acuerdo que no es un acuerdo, realizado entre dos personas ninguna de las cuales es un caballero, por medio del cual cada una de ellas espera que la otra parte se ciña estrictamente por el acuerdo mientras que él no se encuentra limitado de ninguna manera."

Un acuerdo de caballeros o pacto de caballeros es un acuerdo informal entre dos o más partes. Puede ser escrito oral o simplemente entendido como parte de un acuerdo tácito por convención o por medio de beneficio mutuo. La esencia de un acuerdo de caballeros es que se basa en el honor de las partes por su cumplimiento, en lugar de ser en modo alguno exigible. Es, por tanto, distinto de un acuerdo legal o contractual.

## Historia
La primera frase conocida fue en 1888 en el Informe de Railway Accounting Officers publicado por la Asociación de División de Contabilidad de Ferrocarriles Americanos (página 337).

### Industria
Un acuerdo de caballeros, era definido a comienzos del siglo XX como "un acuerdo entre caballeros con la finalidad de intentar controlar los  precios", y una fuente lo identificó como la forma más laxa de un "pool" (o acuerdo de intereses). Se ha mencionado que este tipo de acuerdos existen en todo tipo de industria, y son especialmente comunes en las industrias del hierro y acero.
Un informe de la Cámara de Representantes de los Estados Unidos que detalla su investigación de la Corporación U.S. Steel, afirmó que había dos tipos generales de asociaciones libres o consolidaciones entre intereses del hierro y acero hacia 1890, en la que los individuos involucrados conservan la propiedad como también un gran grado de independencia: el "pool" y el "acuerdo de caballeros". El último carecía de cualquier organización formal para regular la producción o precios, ni tampoco incluyen ninguna provisión para el decomiso en el caso de una infracción. La eficacia del acuerdo se basó en que los miembros mantengan promesas informales.
En la industria automotriz, los fabricantes japoneses se pusieron de acuerdo en que ningún auto de producción tendría más de 276 caballos de fuerza, que terminó en 2005. Los fabricantes alemanes limitaron la velocidad máxima de berlinas de altas prestaciones (automóviles) y familiares a 250 kilómetros por hora.

### Deporte
Hasta mediados de los años 1990s en Europa, los futbolistas profesionales de las ligas cuyos respectivos países fuesen miembros de la Unión Europea no podían pasar a un nuevo club a menos de que los futbolistas pagasen clauslulas de recisión al club anterior (dueños de dicho contrato) aún cuando no tuviesen contrato. La disputa entre futbolista y club fue llevado a juicio al TJUE, en diciembre de 1995 el TJUE determina que dicha práctica es ilegal, así, ordenando a los clubes a ofrecer a sus futbolistas la opción de renovar o de pasar a un nuevo club. Esto aquí inclusivemente captó la atención de los grandes clubes europeos en cuanto a la contratación de futbolistas extranjeros.
En México existe el "Pacto de Caballeros" en la Liga MX, el cual consiste en un acuerdo verbal entre los dueños de los clubes de Primera División de México que impiden a los futbolistas negociar con un nuevo equipo sin la anuencia del previo. Esta figura podría desaparecer al ser considerada como una práctica monopólica y violatoria, pues, atenta cada seis meses contra los derechos constitucionales, laborales y humanos de los futbolistas, por lo que el 30 de octubre de 2013 se presentó una iniciativa de ley en la cual se adicionará un segundo párrafo al artículo 295 de la Ley Federal del Trabajo, que a la letra quedaría así: “Los deportistas profesionales no podrán ser transferidos a otra empresa sin su consentimiento; de igual manera, los dueños de los equipos no podrán coartar o restringir, al momento de la terminación del contrato con un jugador, la libertad que tiene éste de ser contratado por otro club, ya sea por el pago de la formación del mismo o por cualquier estímulo económico, dentro y fuera de la relación laboral”.